# Llacunes de Fontcalent
Les Llacunes de Fontcalent són un paratge situat a l'est de la serra de Fontcalent, al terme municipal d'Alacant.
El paratge, d'unes 10 hectàrees, consta de dues llacunes que tenen una extensió de làmina d'aigua de més de 3.200 metres quadrats i quatre de profunditat, i són d'origen freàtic. d'antigues extraccions d'argila, situades a prop del centre penitenciari del mateix nom i al costat de l'autovia d'Alacant a Madrid.
Des del punt de vista faunístic ressalta la importància de la zona com a enclavament d'endemismes mediterranis com el fartet.